# Anatoli Petrowitsch Wapirow
Anatoli Petrowitsch Wapirow (auch Anatoly Vapirov; russisch Анатолий Петрович Вапиров; * 24. November 1947 in Berdjansk) ist ein russischer Jazz-Klarinettist, Saxophonist und Komponist.
Wapirow studierte am Leningrader Konservatorium Komposition und Klarinette, später auch Saxophon und wirkte dort bis 1982 als Lehrer für Jazzmusik. Er spielte seit dem Ende der 1960er Jahre Jazzmusik und war in den 1970er Jahren einer der wichtigsten Vertreter des Modern Jazz in der Sowjetunion, wo er u. a. mit Sergei Kurjochin, Wladimir Wolkow, Wjatscheslaw Gajworonski, Walentina Ponomarjowa und Tomasz Stańko auftrat.
1981 wurde Wapirow verhaftet und kam ins Gefängnis. Heimlich produzierte Aufnahmen seiner Kompositionen aus dieser Zeit wurden ins Ausland geschmuggelt und erschienen in England unter dem Titel Sentenced to Silence. 1985 emigrierte er nach Bulgarien. Dort leitete er von 1992 bis 2005 das Varna Summer International Jazz Festival; auch arbeitete er im Duo mit Harry Tavitian und mit Kâmil Erdem. Wapirow nahm mehr als 60 LPs und CDs auf und komponierte neben Jazzmusik auch mehrere große sinfonische Werke. Seine Komposition The Black Sea Project wurde 2006 mit dem Varna Symphony Orchestra beim 15. Warna Summer International Jazz Festival aufgeführt.

## Diskographie
- Hard Way to Freedom
- Vapirov Est-West Project
- There's Always Hope
- Concert by the Black Sea
- Vapirov Project "Waltz Str."
- This Time Forecer
- Bridge over Sea
- New European Saxophone Quartet
- Magic Water
- Slavonian Mystery
- De Profundis
- Skitsi
- Black Sea Trio
- Macbeth
- Back to the Future
- Invocations
- Concerto Grosso

## Kompositionen
- Concerto für Klarinette und Streichorchester
- Zehn Jazz-Szenen zu Macbeth
- Maskarad, Rockballett
- Macbeth, Ballett
- Concerto Grosso für Sinfonieorchester und Jazzquartett
- Concerto für Sinfonieorchester und Jazzsolisten
- Metamorphosis für Sinfonieorchester
- Passacaglia für Sinfonieorchester
- Slawisches Requiem für gemischten Chor, Solisten und Sinfonieorchester
- Sinfonie Lubok
- Concerto für Sinfonieorchester
- Sinfonietta
- Ritual Dance für Sinfonieorchester
- 5 Exersis